# Maria Vila i Redon
Maria Vila i Redon   (Barcelona, 1990) és una advocada, professora universitària i comentarista política catalana.
Va estudiar Dret a la Universitat Pompeu Fabra on va militar a l'FNEC. Va ser una de les impulsores i fundadores de l'associació Drets. Ha col·laborat a diversos mitjans: 3/24, TVE, Nació Digital i RAC1. Actualment, viu a Sant Cugat del Vallès. També és professora associada a la Universitat de Barcelona. A les eleccions municipals de 2019 a Barcelona es va presentar com a candidata per formar part de les llistes de Primàries Catalunya, on va ser triada en quarta posició a la primera volta i, finalment, situada en el número dos de la candidatura Barcelona és capital, encapçalada per Jordi Graupera. La candidatura, amb 28.230 vots i un percentatge del 3,74%, no va arribar al llindar requerit del 5% dels vots i no van obtenir cap regidor.

## Obres publicades
- 2022: Tornarà a ser rica i plena: una història (im)pertinent de Catalunya (Bruguera) ISBN 978-84-02-42653-6